# Wilhelmsthal
Wilhelmsthal er en kommune i Landkreis Kronach i Regierungsbezirk Oberfranken i den tyske delstat Bayern.

## Geografi
Kommunen ligger i Naturpark Frankenwald. Gennem kommunen løber bækken Grümpel.

### Inddeling
Ud over Wilhelmsthal, ligger i kommunen landsbyerne:
| - Effelter - Eibenberg - Gifting - Hesselbach | - Lahm - Roßlach - Steinberg |